# 京都市立初音中学校
京都市立初音中学校（きょうとしりつはつねちゅうがっこう）は、京都府京都市中京区にあった公立中学校。
なお、本項では現校地にあった前身の初音小学校についても解説する。

## 概要
京都市立初音中学校は、明治2年（1869年）に京都で設立された64の番組小学校の一つである初音小学校がもとになり、戦後の教育改革に際して昭和22年（1948年）に新制中学校として開校し、平成5年（1993年）に京都市立柳池中学校に統合され、閉校した。

## 沿革

### 初音小学校（旧制小学校）
- 1869年（明治2年） - 上京第二十六番組小学校として設立[2]（開校日:8月17日[3][4]）
- 1873年（明治6年） - 女紅場設置。
- 1875年（明治8年） - 校名を初音に改称。
- 1888年（明治20年）7月 - 京都市立初音尋常小学校に改称[4]
- 1893年（明治26年）- 姉小路通東洞院東入に移転[5]。
  - この後1901年（明治34年）5月から1908年（明治41年）4月まで高等科を設置し、初音尋常高等小学校となる[4]。
- 1941年（昭和16年）4月 - 国民学校令により、京都市初音国民学校に改称
- 1943年（昭和18年）- 初等科が廃止され、高等科（女子）が設置される[注釈 1]。それに伴い、初等科の児童は竹間校と日彰校に編入[6]。
- 1947年（昭和22年）- 学制改革により京都市立初音中学校となる[7]。

### 初音中学校（新制中学校）
- 1947年（昭和22年） - 学制改革により京都市立初音中学校開校[8]。
- 1993年（平成5年） - 京都市立柳池中学校への統合[8]。

### 閉校後の校舎活用
- 2003年（平成15年）4月 - 教育相談総合センター（こども相談センターパトナ）開所[9]。
- 2004年（平成16年）
  - 6月 - 京都万華鏡ミュージアム 開館[10]。
  - 10月 - 京都市立洛風中学校開校。

## 通学区域
初音中学校の通学区域は、竹間小学校と日彰小学校の通学区域、元学区でいうと竹間学区・日彰学区・初音学区であった。初音小学校の通学区域は、初音学区各町であった。

## 初音学区
初音学区（はつねがっく）は、京都市の学区（元学区）のひとつ。京都市中京区に位置する。明治初期に成立した地域区分である「番組」に起源を持ち、学区名の由来ともなる元初音小学校の通学区域と合致し、今でも地域自治の単位となる地域区分である。

### 初音学区の沿革
明治2年（1869年）の第二次町組改正により成立した上京第26番組に由来し、同年には、区域内に上京第26番組小学校が創立した。
上京第26番組は、明治5年（1872年）には上京第29区、明治12年（1879年）には区が組となり上京第29組となった。設置された上京第26番組小学校は、その後明治8年に校名を初音に改称した。
上京第29組は、学区制度により明治25年（1892年）には上京第24学区となった。
昭和4年（1929年）に、学区名が小学校名により改称され、上京区・下京区から、左京区・中京区・東山区が分区されると、上京第26学区から初音学区となり、中京区に属した。昭和17年（1942年）に京都市における学区制度は廃止されるが、現在も地域の名称、地域自治の単位として用いられている。
昭和18年（1943年）に初音小学校（国民学校）に設けられていた初等科が廃され、同校は高等科単独となった。この時、初等科の児童は竹間校と日彰校に編入された。戦後の教育改革により、昭和22年（1947年）に国民学校高等科が新制の初音中学校として開校した。初音中学校は平成5年（1993年）に柳池中学校への統合に伴い閉校した。

#### 初音学区の通学区域
初音学区に設けられた初音小学校が、新制中学校の初音中学校となったため、初音学区の小学校の通学区域は、竹間小学校・日彰小学校の2校に分けられ、現在は京都市立御所南小学校と京都市立高倉小学校の通学区域となっている。

### 人口・世帯数
京都市内では、おおむね元学区を単位として国勢統計区が設定されており、初音学区の区域に設定されている国勢統計区（中京区第18国勢統計区）における令和2年（2020年）10月の人口・世帯数は3,629人、2,153世帯である。

### 地理
中京区の東部に位置する学区であり、北側は竹間学区・富有学区、東側は柳池学区、南側は日彰学区、西側は龍池学区に接する。区域は、おおむね東は柳馬場通、西は烏丸通、北は二条通、南は三条通で限られ、面積は0.191平方キロメートルである。

### 初音学区内の通り

#### 東西の通り
- 二条通
- 押小路通
- 御池通
- 姉小路通
- 三条通

#### 南北の通り
- 堺町通
- 高倉通
- 間之町通
- 東洞院通
- 車屋町通
- 烏丸通

### 初音学区の町名
- 杉屋町
- 扇屋町
- 丸木材木町
- 大阪材木町
- 瓦町
- 柊町
- 亀甲屋町
- 東片町
- 鍵屋町
- 高田町
- 綿屋町
- 瓦之町
- 船屋町
- 笹屋町
- 曇華院前町
- 仁王門突抜町
- 塗師屋町
- 観音町
- 松屋町
- 仁王門町
- 竹屋町
- 左京町
- 西押小路町
- 御所八幡町
- 高宮町
- 仲保利町
- 木之下町
- 車屋町
- 梅屋町